# Jean Delannoy
Jean Delannoy (Noisy-le-Sec, Île-de-France, 1908. január 12. – Guainville, Eure-et-Loir, 2008. június 18.) francia filmrendező, forgatókönyvíró.

## Élete
Irodalomtörténetből doktorált Lille-ben. Színházi rendezőasszisztens, majd újságíró lett. 1930–1937 között kb. 75 játékfilm vágója volt. Közben 1933-tól maga is rendezett rövidfilmeket. Az 1973-as cannes-i filmfesztivál zsűritagja volt.

### Munkássága
Kalandos történetekkel kezdte, de első világsikerét lírai témával aratta. A Jean Cocteau szövege nyomán forgatott Örök visszatérést (1943), a Trisztán és Izolda legenda modern feldolgozását bensőséges finomsággal ültette át a film formanyelvére. Emlékezetes alkotása, Elveszett boldogság (1946) André Gide Pásztorének című regénye alapján született. Gyakran dolgozott együtt a Jean Aurenche–Pierre Bost forgatókönyvíró párral. Nagy sikert aratott Georges Simenon Maigret felügyelőről szóló detektívsorozatának egyes darabjaival (főszereplő: Jean Gabin). 1956-ban készült a A párizsi Notre-Dame, amelyben Anthony Quinn és Gina Lollobrigida játszotta a főszerepeket.

## Magánélete
1938–2008 között Juliette Geneste volt a felesége.

## Filmrendezései
- Paris-Deauville (1934)
- Arany Vénusz (La Vénus de l'or) (1938; Charles Mérével)
- A fekete gyémánt (Le diamant noir) (1941) (forgatókönyvíró is)
- Lázak (Fièvres) (1942) (filmvágó is)
- Pontcarral, a császárság ezredese (Pontcarral, colonel d'empire) (1942)
- A gyilkos az éjszaka leple alatt (L'assassin a peur la nuit) (1942) (forgatókönyvíró is)
- Örök visszatérés (1943)
- A púpos (Le bossu) (1944)
- Az árnyék része (La part de l'ombre) (1945) (forgatókönyvíró is)
- Elveszett boldogság (1946) (forgatókönyvíró is)
- A játék véget ért (1947) (forgatókönyvíró is)
- A mayerlingi titok (Le secret de Mayerling) (1949) (forgatókönyvíró is)
- Az Istennek szüksége van az emberekre (1950)
- A vad fiú (Le garçon sauvage) (1951) (forgatókönyvíró is)
- Az igazság perce (La minute de vérité) (1952) (forgatókönyvíró is)
- Napóleon útja (La route Napoléon) (1953) (forgatókönyvíró is)
- Sorsok (Destinées) (1954; Marcello Pagliero-val, Christian-Jaque-val)
- Rögeszme (Obsession) (1954) (forgatókönyvíró is)
- Gyermekbíróság (1955) (forgatókönyvíró is)
- A párizsi Notre-Dame (1956)
- Maigret csapdát állít (1958) (forgatókönyvíró is)
- Maigret és a Saint-Fiacre ügy (1959) (forgatókönyvíró is)
- A francia nő és a szerelem (1960)
- A találkozó (1961) (forgatókönyvíró is)
- Cleves hercegnő (1961) (forgatókönyvíró is)
- Császári vénusz (1962) (forgatókönyvíró is)
- Különös barátság (1964)
- A főkomornyik (1965) (filmproducer is)
- A szultánok (Les Sultans) (1966) (forgatókönyvíró is)
- Hamlet (1978)
- Bernadett  – Lourdes legendája I.-II. (1988–1989) (forgatókönyvíró is)
- Názáreti Mária (1995) (forgatókönyvíró is)

## Díjai
- Arany Pálma-díj (1946) Elveszett boldogság
- a cannes-i filmfesztivál nagydíja (1946) Elveszett boldogság
- a velencei filmfesztivál OCIC-díja (1950) Az Istennek szüksége van az emberekre
- a velencei filmfesztivál nemzetközi díja (1950) Az Istennek szüksége van az emberekre
- Tiszteletbeli César (1986)